# Балада про два міста
«Балада про два міста» («Kahe kodu ballaad») — радянський двосерійний телефільм 1985 року, знятий режисером Аго-Ендріком Керге на студії «Естонський телефільм».

## Сюжет
За твором естонського письменника Калью Саабера «Балада про два будинки». Драматична історія естонки Марії Мармор. Фільм охоплює події, що відбувалися та оточували головну героїню в період з літа 1940 року та закінчуючи серединою 1980-х. У молодості Марія — переконана прихильниця соціалізму, партійна активістка. Разом з країною та народом вона пережила всі радості та прикрощі, що випали на їхню частку. Не менш драматично протікало і особисте життя Марії. Жінка, яка боролася за свої ідеали, за особисте щастя, що віддавала на благо країни свої сили та здоров'я; жінка, чиє життя завершиться разом з її рідною домівкою — Марія, проте, не розтратила душевного тепла, яким вона до останніх хвилин щедро обдаровувала своїх близьких і не лише близьких людей.

## У ролях
- Елле Кулль — Марія
- Аго-Ендрік Керге — Прійдік
- Юрі Крюков — Іво
- Ааре Лаанеметс — Мартін
- Карл-Грегорі Керге — маленький Мартін
- Віля Круусемент — мати Мартіна в молодості
- Еда Круусемент — мати Мартіна у літньому віці
- Егон Нутер — батько Мартіна
- Хеле Соосалу — Хедда
- Тиніс Лепп — Георг
- Калью Орро — редактор
- Тину Каттай — директор будинку для людей похилого віку
- Сальме Реек — Берта
- Ендель Сіммерманн — пан Енкель
- Ао Пееп — ведучий наради
- Ендел Пярн — батько Марії
- Лійна Піхлак — мати Марії
- Нінель Ярвсон — жінка в сибірському селі
- Злата Орєшкіна — дочка жінки в сибірському селі
- Тійт Ліллеорг — дядько Йосип
- Тину Аав — секретар парткому
- Антс Андер — секретар районного комітету
- Лембіт Лійвамягі — епізод
- Айвар Томмінгас — епізод
- Кірсті Неем — епізод
- Тину Мікк — епізод
- Анатолій Поляков — епізод
- Кюллікі Ранну — епізод
- Т. Поттісеп — епізод
- К. Каабел — епізод
- Свен Палдіс — епізод
- Моніка Мянністе — епізод
- А. Таал — епізод
- Еве Кілм — епізод
- Маті Хярматіс — епізод
- Гунар Кілгас — епізод
- Херта Ельвісте — епізод
- Анде Рахе — медсестра
- Марью Поттісепп — епізод
- Яан Піхлак — епізод
- П. Арен — епізод
- Велло Вільмс — епізод
- Пеетер Яанімеяе — епізод
- У. Валгре — епізод
- Райво Тенно — епізод
- Я. Роос — епізод
- К. Кліс — епізод
- Ааду Мутсо — епізод
- Лехо Каріно — епізод

## Знімальна група
- Режисер — Аго-Ендрік Керге
- Сценарист — Калью Саабер
- Оператор — Юрі Сууревяля
- Композитори — Тину Найссоо, Війве Ернесакс
- Художник — Лійна Піхлак